# Tirreno-Adriático 2025
La 60.ª edición de la competición ciclista Tirreno-Adriático fue una carrera de ciclismo en ruta por etapas que se celebró entre el 10 y el 16 de marzo de 2025 en Italia con inicio en el municipio de Lido di Camaiore y final en el municipio de San Benedetto del Tronto sobre un recorrido de 1147.5 kilómetros.
La carrera formó parte del UCI WorldTour 2025, calendario ciclístico de máximo nivel mundial, siendo la séptima carrera de dicho circuito. El vencedor fue el español Juan Ayuso del UAE Emirates XRG, quien estuvo acompañado en el podio por los italianos Filippo Ganna del INEOS Grenadiers y Antonio Tiberi del Bahrain Victorious, segundo y tercer clasificado respectivamente.

## Equipos participantes
Tomaron parte en la carrera 24 equipos: 18 de categoría UCI WorldTeam y 6 de categoría UCI ProTeam. Formaron así un pelotón de 168 ciclistas de los que acabaron 138. Los equipos participantes fueron:
| WorldTeams (18)- EF Education-EasyPost - Alpecin-Deceuninck - Arkéa-B&B Hotels - XDS Astana Team - Bahrain-Victorious - Cofidis - Decathlon AG2R La Mondiale Team - Groupama-FDJ - Ineos Grenadiers - Intermarché-Wanty - Lidl-Trek - Movistar Team - Red Bull-BORA-hansgrohe - Soudal Quick-Step - Team Picnic-PostNL - Team Jayco AlUla - Team Visma \| Lease a Bike - UAE Team Emirates XRG ProTeams (6)- Israel-Premier Tech - Uno-X Mobility - Q36.5 Pro Cycling Team - Team Polti VisitMalta - Tudor Pro Cycling Team - VF Group-Bardiani CSF-Faizanè |
| |

## Recorrido
La Tirreno-Adriático dispuso de siete etapas divididas en dos etapas llanas, tres de media montaña, una etapa de montaña y una contrarreloj individual para un recorrido total de 1147.5 kilómetros.
| Etapa     | Fecha     | Recorrido                                       | type                    | Distancia (km) | Desnivel (m) | Ganador          | Líder         |
| --------- | --------- | ----------------------------------------------- | ----------------------- | -------------- | ------------ | ---------------- | ------------- |
| 1.ª etapa | 10 de mar | Lido di Camaiore – Lido di Camaiore             | contrarreloj individual | 9,9            | 10 m         | Filippo Ganna    | Filippo Ganna |
| 2.ª etapa | 11 de mar | Camaiore – Follonica                            | etapa llana             | 192            | 1245 m       | Jonathan Milan   | Filippo Ganna |
| 3.ª etapa | 12 de mar | Follonica – Colfiorito                          | etapa de montaña        | 239            | 3236 m       | Andrea Vendrame  | Filippo Ganna |
| 4.ª etapa | 13 de mar | Norcia – Trasacco                               | etapa de media montaña  | 190            | 2610 m       | Olav Kooij       | Filippo Ganna |
| 5.ª etapa | 14 de mar | Ascoli Piceno – Pergola                         | etapa de media montaña  | 205            | 3499 m       | Fredrik Dversnes | Filippo Ganna |
| 6.ª etapa | 15 de mar | Cartoceto – Frontignano                         | etapa de montaña        | 163            | 3508 m       | Juan Ayuso       | Juan Ayuso    |
| 7.ª etapa | 16 de mar | Porto Potenza Picena – San Benedetto del Tronto | etapa llana             | 147            | 1008 m       | Jonathan Milan   | Juan Ayuso    |

## Desarrollo de la carrera

### 1.ª etapa
| Lido di Camaiore - Lido di Camaiore | contrarreloj individual | (9,9 km) |

| \| Clasificación de la etapa \| Clasificación de la etapa \| Clasificación de la etapa \| Clasificación de la etapa \| Clasificación de la etapa \| \| Ciclista \| Ciclista \| Equipo \| Tiempo \| \| \| ------------------------- \| ------------------------- \| ------------------------- \| ------------------------- \| ------------------------- \| \| 1.º \| Filippo Ganna \| Ineos Grenadiers \| 12 min 17 s \| \| \| 2.º \| Juan Ayuso \| UAE Team Emirates XRG \| + 22 s \| \| \| 3.º \| Johan Price-Pejtersen \| Alpecin-Deceuninck \| + 27 s \| \| \| 4.º \| Antonio Tiberi \| Bahrain Victorious \| + 28 s \| \| \| 5.º \| Jonathan Milan \| Lidl-Trek \| + 30 s \| \| \| 6.º \| Derek Gee \| Israel-Premier Tech \| + 35 s \| \| \| 7.º \| Mattia Cattaneo \| Soudal Quick-Step \| + 36 s \| \| \| 8.º \| Søren Wærenskjold \| Uno-X Mobility \| + 36 s \| \| \| 9.º \| Isaac Del Toro \| UAE Team Emirates XRG \| + 37 s \| \| \| 10.º \| Kévin Vauquelin \| Arkéa-B&B Hotels \| + 40 s \| \| |                       |                       |             |
| |                       |                       |             |
| |                       |                       |             |
| Clasificación de la etapa |                       |                       |             |
| Ciclista | Ciclista              | Equipo                | Tiempo      |
| 1.º | Filippo Ganna         | Ineos Grenadiers      | 12 min 17 s |
| 2.º | Juan Ayuso            | UAE Team Emirates XRG | + 22 s      |
| 3.º | Johan Price-Pejtersen | Alpecin-Deceuninck    | + 27 s      |
| 4.º | Antonio Tiberi        | Bahrain Victorious    | + 28 s      |
| 5.º | Jonathan Milan        | Lidl-Trek             | + 30 s      |
| 6.º | Derek Gee             | Israel-Premier Tech   | + 35 s      |
| 7.º | Mattia Cattaneo       | Soudal Quick-Step     | + 36 s      |
| 8.º | Søren Wærenskjold     | Uno-X Mobility        | + 36 s      |
| 9.º | Isaac Del Toro        | UAE Team Emirates XRG | + 37 s      |
| 10.º | Kévin Vauquelin       | Arkéa-B&B Hotels      | + 40 s      |

| \| Clasificación general \| Clasificación general \| Clasificación general \| Clasificación general \| Clasificación general \| \| Ciclista \| Ciclista \| Equipo \| Tiempo \| \| \| --------------------- \| --------------------- \| --------------------- \| --------------------- \| --------------------- \| \| 1.º \| Filippo Ganna \| Ineos Grenadiers \| 12 min 17 s \| \| \| 2.º \| Juan Ayuso \| UAE Team Emirates XRG \| + 23 s \| \| \| 3.º \| Johan Price-Pejtersen \| Alpecin-Deceuninck \| + 28 s \| \| \| 4.º \| Antonio Tiberi \| Bahrain Victorious \| + 29 s \| \| \| 5.º \| Jonathan Milan \| Lidl-Trek \| + 31 s \| \| \| 6.º \| Derek Gee \| Israel-Premier Tech \| + 34 s \| \| \| 7.º \| Mattia Cattaneo \| Soudal Quick-Step \| + 36 s \| \| \| 8.º \| Søren Wærenskjold \| Uno-X Mobility \| + 37 s \| \| \| 9.º \| Isaac Del Toro \| UAE Team Emirates XRG \| + 38 s \| \| \| 10.º \| Kévin Vauquelin \| Arkéa-B&B Hotels \| + 41 s \| \| |                       |                       |             |
| |                       |                       |             |
| |                       |                       |             |
| Clasificación general |                       |                       |             |
| Ciclista | Ciclista              | Equipo                | Tiempo      |
| 1.º | Filippo Ganna         | Ineos Grenadiers      | 12 min 17 s |
| 2.º | Juan Ayuso            | UAE Team Emirates XRG | + 23 s      |
| 3.º | Johan Price-Pejtersen | Alpecin-Deceuninck    | + 28 s      |
| 4.º | Antonio Tiberi        | Bahrain Victorious    | + 29 s      |
| 5.º | Jonathan Milan        | Lidl-Trek             | + 31 s      |
| 6.º | Derek Gee             | Israel-Premier Tech   | + 34 s      |
| 7.º | Mattia Cattaneo       | Soudal Quick-Step     | + 36 s      |
| 8.º | Søren Wærenskjold     | Uno-X Mobility        | + 37 s      |
| 9.º | Isaac Del Toro        | UAE Team Emirates XRG | + 38 s      |
| 10.º | Kévin Vauquelin       | Arkéa-B&B Hotels      | + 41 s      |

### 2.ª etapa
| Camaiore - Follonica | etapa llana | (192 km) |

| \| Clasificación de la etapa \| Clasificación de la etapa \| Clasificación de la etapa \| Clasificación de la etapa \| Clasificación de la etapa \| \| Ciclista \| Ciclista \| Equipo \| Tiempo \| \| \| ------------------------- \| ------------------------- \| ----------------------------- \| ------------------------- \| ------------------------- \| \| 1.º \| Jonathan Milan \| Lidl-Trek \| 4 h 45 min 13 s \| \| \| 2.º \| Maikel Zijlaard \| Tudor Pro Cycling Team \| + 0 s \| \| \| 3.º \| Paul Penhoët \| Groupama-FDJ \| + 0 s \| \| \| 4.º \| Olav Kooij \| Team Visma \\| Lease a Bike \| + 0 s \| \| \| 5.º \| Simone Consonni \| Lidl-Trek \| + 0 s \| \| \| 6.º \| Sam Bennett \| Decathlon-AG2R La Mondiale \| + 0 s \| \| \| 7.º \| Jake Stewart \| Israel-Premier Tech \| + 0 s \| \| \| 8.º \| Tim Van Dijke \| Red Bull-Bora-Hansgrohe \| + 0 s \| \| \| 9.º \| Bryan Coquard \| Cofidis \| + 0 s \| \| \| 10.º \| Enrico Zanoncello \| VF Group-Bardiani CSF-Faizanè \| + 0 s \| \| |                   |                               |                 |
| |                   |                               |                 |
| |                   |                               |                 |
| Clasificación de la etapa |                   |                               |                 |
| Ciclista | Ciclista          | Equipo                        | Tiempo          |
| 1.º | Jonathan Milan    | Lidl-Trek                     | 4 h 45 min 13 s |
| 2.º | Maikel Zijlaard   | Tudor Pro Cycling Team        | + 0 s           |
| 3.º | Paul Penhoët      | Groupama-FDJ                  | + 0 s           |
| 4.º | Olav Kooij        | Team Visma \| Lease a Bike    | + 0 s           |
| 5.º | Simone Consonni   | Lidl-Trek                     | + 0 s           |
| 6.º | Sam Bennett       | Decathlon-AG2R La Mondiale    | + 0 s           |
| 7.º | Jake Stewart      | Israel-Premier Tech           | + 0 s           |
| 8.º | Tim Van Dijke     | Red Bull-Bora-Hansgrohe       | + 0 s           |
| 9.º | Bryan Coquard     | Cofidis                       | + 0 s           |
| 10.º | Enrico Zanoncello | VF Group-Bardiani CSF-Faizanè | + 0 s           |

| \| Clasificación general \| Clasificación general \| Clasificación general \| Clasificación general \| Clasificación general \| \| Ciclista \| Ciclista \| Equipo \| Tiempo \| \| \| --------------------- \| --------------------- \| ---------------------- \| --------------------- \| --------------------- \| \| 1.º \| Filippo Ganna \| Ineos Grenadiers \| 4 h 57 min 30 s \| \| \| 2.º \| Jonathan Milan \| Lidl-Trek \| + 19 s \| \| \| 3.º \| Juan Ayuso \| UAE Team Emirates XRG \| + 22 s \| \| \| 4.º \| Johan Price-Pejtersen \| Alpecin-Deceuninck \| + 28 s \| \| \| 5.º \| Antonio Tiberi \| Bahrain Victorious \| + 29 s \| \| \| 6.º \| Derek Gee \| Israel-Premier Tech \| + 34 s \| \| \| 7.º \| Mattia Cattaneo \| Soudal Quick-Step \| + 36 s \| \| \| 8.º \| Søren Wærenskjold \| Uno-X Mobility \| + 37 s \| \| \| 9.º \| Isaac Del Toro \| UAE Team Emirates XRG \| + 38 s \| \| \| 10.º \| Maikel Zijlaard \| Tudor Pro Cycling Team \| + 40 s \| \| |                       |                        |                 |
| |                       |                        |                 |
| |                       |                        |                 |
| Clasificación general |                       |                        |                 |
| Ciclista | Ciclista              | Equipo                 | Tiempo          |
| 1.º | Filippo Ganna         | Ineos Grenadiers       | 4 h 57 min 30 s |
| 2.º | Jonathan Milan        | Lidl-Trek              | + 19 s          |
| 3.º | Juan Ayuso            | UAE Team Emirates XRG  | + 22 s          |
| 4.º | Johan Price-Pejtersen | Alpecin-Deceuninck     | + 28 s          |
| 5.º | Antonio Tiberi        | Bahrain Victorious     | + 29 s          |
| 6.º | Derek Gee             | Israel-Premier Tech    | + 34 s          |
| 7.º | Mattia Cattaneo       | Soudal Quick-Step      | + 36 s          |
| 8.º | Søren Wærenskjold     | Uno-X Mobility         | + 37 s          |
| 9.º | Isaac Del Toro        | UAE Team Emirates XRG  | + 38 s          |
| 10.º | Maikel Zijlaard       | Tudor Pro Cycling Team | + 40 s          |

### 3.ª etapa
| Follonica - Colfiorito | etapa de montaña | (239 km) |

| \| Clasificación de la etapa \| Clasificación de la etapa \| Clasificación de la etapa \| Clasificación de la etapa \| Clasificación de la etapa \| \| Ciclista \| Ciclista \| Equipo \| Tiempo \| \| \| ------------------------- \| ------------------------- \| ----------------------------- \| ------------------------- \| ------------------------- \| \| 1.º \| Andrea Vendrame \| Decathlon-AG2R La Mondiale \| 6 h 28 min 25 s \| \| \| 2.º \| Thomas Pidcock \| Q36.5 Pro Cycling Team \| + 0 s \| \| \| 3.º \| Romain Grégoire \| Groupama-FDJ \| + 0 s \| \| \| 4.º \| Rick Pluimers \| Tudor Pro Cycling Team \| + 0 s \| \| \| 5.º \| Roger Adrià \| Red Bull-Bora-Hansgrohe \| + 0 s \| \| \| 6.º \| Simone Velasco \| XDS Astana Team \| + 0 s \| \| \| 7.º \| Filippo Fiorelli \| VF Group-Bardiani CSF-Faizanè \| + 0 s \| \| \| 8.º \| Alex Aranburu \| Cofidis \| + 0 s \| \| \| 9.º \| Samuele Battistella \| EF Education-EasyPost \| + 0 s \| \| \| 10.º \| Filippo Ganna \| Ineos Grenadiers \| + 0 s \| \| |                     |                               |                 |
| |                     |                               |                 |
| |                     |                               |                 |
| Clasificación de la etapa |                     |                               |                 |
| Ciclista | Ciclista            | Equipo                        | Tiempo          |
| 1.º | Andrea Vendrame     | Decathlon-AG2R La Mondiale    | 6 h 28 min 25 s |
| 2.º | Thomas Pidcock      | Q36.5 Pro Cycling Team        | + 0 s           |
| 3.º | Romain Grégoire     | Groupama-FDJ                  | + 0 s           |
| 4.º | Rick Pluimers       | Tudor Pro Cycling Team        | + 0 s           |
| 5.º | Roger Adrià         | Red Bull-Bora-Hansgrohe       | + 0 s           |
| 6.º | Simone Velasco      | XDS Astana Team               | + 0 s           |
| 7.º | Filippo Fiorelli    | VF Group-Bardiani CSF-Faizanè | + 0 s           |
| 8.º | Alex Aranburu       | Cofidis                       | + 0 s           |
| 9.º | Samuele Battistella | EF Education-EasyPost         | + 0 s           |
| 10.º | Filippo Ganna       | Ineos Grenadiers              | + 0 s           |

| \| Clasificación general \| Clasificación general \| Clasificación general \| Clasificación general \| Clasificación general \| \| Ciclista \| Ciclista \| Equipo \| Tiempo \| \| \| --------------------- \| --------------------- \| --------------------- \| --------------------- \| --------------------- \| \| 1.º \| Filippo Ganna \| Ineos Grenadiers \| 11 h 25 min 55 s \| \| \| 2.º \| Juan Ayuso \| UAE Team Emirates XRG \| + 22 s \| \| \| 3.º \| Antonio Tiberi \| Bahrain Victorious \| + 29 s \| \| \| 4.º \| Derek Gee \| Israel-Premier Tech \| + 34 s \| \| \| 5.º \| Mattia Cattaneo \| Soudal Quick-Step \| + 36 s \| \| \| 6.º \| Kévin Vauquelin \| Arkéa-B&B Hotels \| + 41 s \| \| \| 7.º \| Edward Dunbar \| Team Jayco AlUla \| + 44 s \| \| \| 8.º \| Laurens De Plus \| Ineos Grenadiers \| + 45 s \| \| \| 9.º \| Ben Healy \| EF Education-EasyPost \| + 48 s \| \| \| 10.º \| Romain Grégoire \| Groupama-FDJ \| + 48 s \| \| |                 |                       |                  |
| |                 |                       |                  |
| |                 |                       |                  |
| Clasificación general |                 |                       |                  |
| Ciclista | Ciclista        | Equipo                | Tiempo           |
| 1.º | Filippo Ganna   | Ineos Grenadiers      | 11 h 25 min 55 s |
| 2.º | Juan Ayuso      | UAE Team Emirates XRG | + 22 s           |
| 3.º | Antonio Tiberi  | Bahrain Victorious    | + 29 s           |
| 4.º | Derek Gee       | Israel-Premier Tech   | + 34 s           |
| 5.º | Mattia Cattaneo | Soudal Quick-Step     | + 36 s           |
| 6.º | Kévin Vauquelin | Arkéa-B&B Hotels      | + 41 s           |
| 7.º | Edward Dunbar   | Team Jayco AlUla      | + 44 s           |
| 8.º | Laurens De Plus | Ineos Grenadiers      | + 45 s           |
| 9.º | Ben Healy       | EF Education-EasyPost | + 48 s           |
| 10.º | Romain Grégoire | Groupama-FDJ          | + 48 s           |

### 4.ª etapa
| Norcia - Trasacco | etapa de media montaña | (190 km) |

| \| Clasificación de la etapa \| Clasificación de la etapa \| Clasificación de la etapa \| Clasificación de la etapa \| Clasificación de la etapa \| \| Ciclista \| Ciclista \| Equipo \| Tiempo \| \| \| ------------------------- \| ------------------------- \| ----------------------------- \| ------------------------- \| ------------------------- \| \| 1.º \| Olav Kooij \| Team Visma \\| Lease a Bike \| 4 h 48 min 05 s \| \| \| 2.º \| Rick Pluimers \| Tudor Pro Cycling Team \| + 0 s \| \| \| 3.º \| Mathieu van der Poel \| Alpecin-Deceuninck \| + 0 s \| \| \| 4.º \| Paul Magnier \| Soudal Quick-Step \| + 0 s \| \| \| 5.º \| Mirco Maestri \| Team Polti VisitMalta \| + 0 s \| \| \| 6.º \| Andrea Vendrame \| Decathlon-AG2R La Mondiale \| + 0 s \| \| \| 7.º \| Filippo Ganna \| Ineos Grenadiers \| + 0 s \| \| \| 8.º \| Thomas Pidcock \| Q36.5 Pro Cycling Team \| + 0 s \| \| \| 9.º \| Giovanni Lonardi \| Team Polti VisitMalta \| + 0 s \| \| \| 10.º \| Filippo Fiorelli \| VF Group-Bardiani CSF-Faizanè \| + 0 s \| \| |                      |                               |                 |
| |                      |                               |                 |
| |                      |                               |                 |
| Clasificación de la etapa |                      |                               |                 |
| Ciclista | Ciclista             | Equipo                        | Tiempo          |
| 1.º | Olav Kooij           | Team Visma \| Lease a Bike    | 4 h 48 min 05 s |
| 2.º | Rick Pluimers        | Tudor Pro Cycling Team        | + 0 s           |
| 3.º | Mathieu van der Poel | Alpecin-Deceuninck            | + 0 s           |
| 4.º | Paul Magnier         | Soudal Quick-Step             | + 0 s           |
| 5.º | Mirco Maestri        | Team Polti VisitMalta         | + 0 s           |
| 6.º | Andrea Vendrame      | Decathlon-AG2R La Mondiale    | + 0 s           |
| 7.º | Filippo Ganna        | Ineos Grenadiers              | + 0 s           |
| 8.º | Thomas Pidcock       | Q36.5 Pro Cycling Team        | + 0 s           |
| 9.º | Giovanni Lonardi     | Team Polti VisitMalta         | + 0 s           |
| 10.º | Filippo Fiorelli     | VF Group-Bardiani CSF-Faizanè | + 0 s           |

| \| Clasificación general \| Clasificación general \| Clasificación general \| Clasificación general \| Clasificación general \| \| Ciclista \| Ciclista \| Equipo \| Tiempo \| \| \| --------------------- \| --------------------- \| --------------------- \| --------------------- \| --------------------- \| \| 1.º \| Filippo Ganna \| Ineos Grenadiers \| 16 h 14 min 00 s \| \| \| 2.º \| Juan Ayuso \| UAE Team Emirates XRG \| + 22 s \| \| \| 3.º \| Antonio Tiberi \| Bahrain Victorious \| + 29 s \| \| \| 4.º \| Derek Gee \| Israel-Premier Tech \| + 34 s \| \| \| 5.º \| Mattia Cattaneo \| Soudal Quick-Step \| + 36 s \| \| \| 6.º \| Kévin Vauquelin \| Arkéa-B&B Hotels \| + 41 s \| \| \| 7.º \| Edward Dunbar \| Team Jayco AlUla \| + 44 s \| \| \| 8.º \| Laurens De Plus \| Ineos Grenadiers \| + 45 s \| \| \| 9.º \| Ben Healy \| EF Education-EasyPost \| + 48 s \| \| \| 10.º \| Romain Grégoire \| Groupama-FDJ \| + 48 s \| \| |                 |                       |                  |
| |                 |                       |                  |
| |                 |                       |                  |
| Clasificación general |                 |                       |                  |
| Ciclista | Ciclista        | Equipo                | Tiempo           |
| 1.º | Filippo Ganna   | Ineos Grenadiers      | 16 h 14 min 00 s |
| 2.º | Juan Ayuso      | UAE Team Emirates XRG | + 22 s           |
| 3.º | Antonio Tiberi  | Bahrain Victorious    | + 29 s           |
| 4.º | Derek Gee       | Israel-Premier Tech   | + 34 s           |
| 5.º | Mattia Cattaneo | Soudal Quick-Step     | + 36 s           |
| 6.º | Kévin Vauquelin | Arkéa-B&B Hotels      | + 41 s           |
| 7.º | Edward Dunbar   | Team Jayco AlUla      | + 44 s           |
| 8.º | Laurens De Plus | Ineos Grenadiers      | + 45 s           |
| 9.º | Ben Healy       | EF Education-EasyPost | + 48 s           |
| 10.º | Romain Grégoire | Groupama-FDJ          | + 48 s           |

### 5.ª etapa
| Ascoli Piceno - Pergola | etapa de media montaña | (205 km) |

| \| Clasificación de la etapa \| Clasificación de la etapa \| Clasificación de la etapa \| Clasificación de la etapa \| Clasificación de la etapa \| \| Ciclista \| Ciclista \| Equipo \| Tiempo \| \| \| ------------------------- \| -------------------------- \| ------------------------- \| ------------------------- \| ------------------------- \| \| 1.º \| Fredrik Dversnes \| Uno-X Mobility \| 5 h 04 min 56 s \| \| \| 2.º \| Mathieu van der Poel \| Alpecin-Deceuninck \| + 7 s \| \| \| 3.º \| Roger Adrià \| Red Bull-Bora-Hansgrohe \| + 7 s \| \| \| 4.º \| Giulio Ciccone \| Lidl-Trek \| + 7 s \| \| \| 5.º \| Alex Aranburu \| Cofidis \| + 7 s \| \| \| 6.º \| Thomas Pidcock \| Q36.5 Pro Cycling Team \| + 7 s \| \| \| 7.º \| Romain Grégoire \| Groupama-FDJ \| + 7 s \| \| \| 8.º \| Tobias Halland Johannessen \| Uno-X Mobility \| + 7 s \| \| \| 9.º \| Pello Bilbao \| Bahrain Victorious \| + 7 s \| \| \| 10.º \| Simone Velasco \| XDS Astana Team \| + 7 s \| \| |                            |                         |                 |
| |                            |                         |                 |
| |                            |                         |                 |
| Clasificación de la etapa |                            |                         |                 |
| Ciclista | Ciclista                   | Equipo                  | Tiempo          |
| 1.º | Fredrik Dversnes           | Uno-X Mobility          | 5 h 04 min 56 s |
| 2.º | Mathieu van der Poel       | Alpecin-Deceuninck      | + 7 s           |
| 3.º | Roger Adrià                | Red Bull-Bora-Hansgrohe | + 7 s           |
| 4.º | Giulio Ciccone             | Lidl-Trek               | + 7 s           |
| 5.º | Alex Aranburu              | Cofidis                 | + 7 s           |
| 6.º | Thomas Pidcock             | Q36.5 Pro Cycling Team  | + 7 s           |
| 7.º | Romain Grégoire            | Groupama-FDJ            | + 7 s           |
| 8.º | Tobias Halland Johannessen | Uno-X Mobility          | + 7 s           |
| 9.º | Pello Bilbao               | Bahrain Victorious      | + 7 s           |
| 10.º | Simone Velasco             | XDS Astana Team         | + 7 s           |

| \| Clasificación general \| Clasificación general \| Clasificación general \| Clasificación general \| Clasificación general \| \| Ciclista \| Ciclista \| Equipo \| Tiempo \| \| \| --------------------- \| --------------------- \| ---------------------- \| --------------------- \| --------------------- \| \| 1.º \| Filippo Ganna \| Ineos Grenadiers \| 21 h 19 min 03 s \| \| \| 2.º \| Juan Ayuso \| UAE Team Emirates XRG \| + 22 s \| \| \| 3.º \| Antonio Tiberi \| Bahrain Victorious \| + 29 s \| \| \| 4.º \| Derek Gee \| Israel-Premier Tech \| + 34 s \| \| \| 5.º \| Mattia Cattaneo \| Soudal Quick-Step \| + 36 s \| \| \| 6.º \| Kévin Vauquelin \| Arkéa-B&B Hotels \| + 41 s \| \| \| 7.º \| Laurens De Plus \| Ineos Grenadiers \| + 45 s \| \| \| 8.º \| Romain Grégoire \| Groupama-FDJ \| + 48 s \| \| \| 9.º \| David de la Cruz \| Q36.5 Pro Cycling Team \| + 54 s \| \| \| 10.º \| Pello Bilbao \| Bahrain Victorious \| + 54 s \| \| |                  |                        |                  |
| |                  |                        |                  |
| |                  |                        |                  |
| Clasificación general |                  |                        |                  |
| Ciclista | Ciclista         | Equipo                 | Tiempo           |
| 1.º | Filippo Ganna    | Ineos Grenadiers       | 21 h 19 min 03 s |
| 2.º | Juan Ayuso       | UAE Team Emirates XRG  | + 22 s           |
| 3.º | Antonio Tiberi   | Bahrain Victorious     | + 29 s           |
| 4.º | Derek Gee        | Israel-Premier Tech    | + 34 s           |
| 5.º | Mattia Cattaneo  | Soudal Quick-Step      | + 36 s           |
| 6.º | Kévin Vauquelin  | Arkéa-B&B Hotels       | + 41 s           |
| 7.º | Laurens De Plus  | Ineos Grenadiers       | + 45 s           |
| 8.º | Romain Grégoire  | Groupama-FDJ           | + 48 s           |
| 9.º | David de la Cruz | Q36.5 Pro Cycling Team | + 54 s           |
| 10.º | Pello Bilbao     | Bahrain Victorious     | + 54 s           |

### 6.ª etapa
| Cartoceto - Frontignano | etapa de montaña | (163 km) |

| \| Clasificación de la etapa \| Clasificación de la etapa \| Clasificación de la etapa \| Clasificación de la etapa \| Clasificación de la etapa \| \| Ciclista \| Ciclista \| Equipo \| Tiempo \| \| \| ------------------------- \| -------------------------- \| ------------------------- \| ------------------------- \| ------------------------- \| \| 1.º \| Juan Ayuso \| UAE Team Emirates XRG \| 4 h 14 min 02 s \| \| \| 2.º \| Thomas Pidcock \| Q36.5 Pro Cycling Team \| + 13 s \| \| \| 3.º \| Jai Hindley \| Red Bull-Bora-Hansgrohe \| + 13 s \| \| \| 4.º \| Mikel Landa \| Soudal Quick-Step \| + 15 s \| \| \| 5.º \| Antonio Tiberi \| Bahrain Victorious \| + 20 s \| \| \| 6.º \| Derek Gee \| Israel-Premier Tech \| + 20 s \| \| \| 7.º \| Isaac Del Toro \| UAE Team Emirates XRG \| + 36 s \| \| \| 8.º \| Ben Healy \| EF Education-EasyPost \| + 42 s \| \| \| 9.º \| Tobias Halland Johannessen \| Uno-X Mobility \| + 45 s \| \| \| 10.º \| Lorenzo Fortunato \| XDS Astana Team \| + 50 s \| \| |                            |                         |                 |
| |                            |                         |                 |
| |                            |                         |                 |
| Clasificación de la etapa |                            |                         |                 |
| Ciclista | Ciclista                   | Equipo                  | Tiempo          |
| 1.º | Juan Ayuso                 | UAE Team Emirates XRG   | 4 h 14 min 02 s |
| 2.º | Thomas Pidcock             | Q36.5 Pro Cycling Team  | + 13 s          |
| 3.º | Jai Hindley                | Red Bull-Bora-Hansgrohe | + 13 s          |
| 4.º | Mikel Landa                | Soudal Quick-Step       | + 15 s          |
| 5.º | Antonio Tiberi             | Bahrain Victorious      | + 20 s          |
| 6.º | Derek Gee                  | Israel-Premier Tech     | + 20 s          |
| 7.º | Isaac Del Toro             | UAE Team Emirates XRG   | + 36 s          |
| 8.º | Ben Healy                  | EF Education-EasyPost   | + 42 s          |
| 9.º | Tobias Halland Johannessen | Uno-X Mobility          | + 45 s          |
| 10.º | Lorenzo Fortunato          | XDS Astana Team         | + 50 s          |

| \| Clasificación general \| Clasificación general \| Clasificación general \| Clasificación general \| Clasificación general \| \| Ciclista \| Ciclista \| Equipo \| Tiempo \| \| \| --------------------- \| --------------------- \| ----------------------- \| --------------------- \| --------------------- \| \| 1.º \| Juan Ayuso \| UAE Team Emirates XRG \| 25 h 33 min 17 s \| \| \| 2.º \| Antonio Tiberi \| Bahrain Victorious \| + 37 s \| \| \| 3.º \| Filippo Ganna \| Ineos Grenadiers \| + 38 s \| \| \| 4.º \| Derek Gee \| Israel-Premier Tech \| + 42 s \| \| \| 5.º \| Jai Hindley \| Red Bull-Bora-Hansgrohe \| + 53 s \| \| \| 6.º \| Thomas Pidcock \| Q36.5 Pro Cycling Team \| + 56 s \| \| \| 7.º \| Mikel Landa \| Soudal Quick-Step \| + 1 min 05 s \| \| \| 8.º \| David de la Cruz \| Q36.5 Pro Cycling Team \| + 1 min 32 s \| \| \| 9.º \| Pello Bilbao \| Bahrain Victorious \| + 1 min 32 s \| \| \| 10.º \| Mattia Cattaneo \| Soudal Quick-Step \| + 1 min 38 s \| \| |                  |                         |                  |
| |                  |                         |                  |
| |                  |                         |                  |
| Clasificación general |                  |                         |                  |
| Ciclista | Ciclista         | Equipo                  | Tiempo           |
| 1.º | Juan Ayuso       | UAE Team Emirates XRG   | 25 h 33 min 17 s |
| 2.º | Antonio Tiberi   | Bahrain Victorious      | + 37 s           |
| 3.º | Filippo Ganna    | Ineos Grenadiers        | + 38 s           |
| 4.º | Derek Gee        | Israel-Premier Tech     | + 42 s           |
| 5.º | Jai Hindley      | Red Bull-Bora-Hansgrohe | + 53 s           |
| 6.º | Thomas Pidcock   | Q36.5 Pro Cycling Team  | + 56 s           |
| 7.º | Mikel Landa      | Soudal Quick-Step       | + 1 min 05 s     |
| 8.º | David de la Cruz | Q36.5 Pro Cycling Team  | + 1 min 32 s     |
| 9.º | Pello Bilbao     | Bahrain Victorious      | + 1 min 32 s     |
| 10.º | Mattia Cattaneo  | Soudal Quick-Step       | + 1 min 38 s     |

### 7.ª etapa
| Porto Potenza Picena - San Benedetto del Tronto | etapa llana | (147 km) |

| \| Clasificación de la etapa \| Clasificación de la etapa \| Clasificación de la etapa \| Clasificación de la etapa \| Clasificación de la etapa \| \| Ciclista \| Ciclista \| Equipo \| Tiempo \| \| \| ------------------------- \| ------------------------- \| -------------------------- \| ------------------------- \| ------------------------- \| \| 1.º \| Jonathan Milan \| Lidl-Trek \| 3 h 08 min 07 s \| \| \| 2.º \| Sam Bennett \| Decathlon-AG2R La Mondiale \| + 0 s \| \| \| 3.º \| Olav Kooij \| Team Visma \\| Lease a Bike \| + 0 s \| \| \| 4.º \| Jake Stewart \| Israel-Premier Tech \| + 0 s \| \| \| 5.º \| Paul Penhoët \| Groupama-FDJ \| + 0 s \| \| \| 6.º \| Giovanni Lonardi \| Team Polti VisitMalta \| + 0 s \| \| \| 7.º \| Maikel Zijlaard \| Tudor Pro Cycling Team \| + 0 s \| \| \| 8.º \| Natnael Tesfatsion \| Movistar Team \| + 0 s \| \| \| 9.º \| Casper van Uden \| Team Picnic-PostNL \| + 0 s \| \| \| 10.º \| Clément Venturini \| Arkéa-B&B Hotels \| + 0 s \| \| |                    |                            |                 |
| |                    |                            |                 |
| |                    |                            |                 |
| Clasificación de la etapa |                    |                            |                 |
| Ciclista | Ciclista           | Equipo                     | Tiempo          |
| 1.º | Jonathan Milan     | Lidl-Trek                  | 3 h 08 min 07 s |
| 2.º | Sam Bennett        | Decathlon-AG2R La Mondiale | + 0 s           |
| 3.º | Olav Kooij         | Team Visma \| Lease a Bike | + 0 s           |
| 4.º | Jake Stewart       | Israel-Premier Tech        | + 0 s           |
| 5.º | Paul Penhoët       | Groupama-FDJ               | + 0 s           |
| 6.º | Giovanni Lonardi   | Team Polti VisitMalta      | + 0 s           |
| 7.º | Maikel Zijlaard    | Tudor Pro Cycling Team     | + 0 s           |
| 8.º | Natnael Tesfatsion | Movistar Team              | + 0 s           |
| 9.º | Casper van Uden    | Team Picnic-PostNL         | + 0 s           |
| 10.º | Clément Venturini  | Arkéa-B&B Hotels           | + 0 s           |

## Clasificaciones finales
- Las clasificaciones finalizaron de la siguiente forma:[5]

### Clasificación general
| \| Clasificación general \| Clasificación general \| Clasificación general \| Clasificación general \| Clasificación general \| \| Ciclista \| Ciclista \| Equipo \| Tiempo \| \| \| --------------------- \| -------------------------- \| -------------------------- \| --------------------- \| --------------------- \| \| 1.º \| Juan Ayuso \| UAE Team Emirates XRG \| 28 h 41 min 24 s \| \| \| 2.º \| Filippo Ganna \| Ineos Grenadiers \| + 35 s \| \| \| 3.º \| Antonio Tiberi \| Bahrain Victorious \| + 36 s \| \| \| 4.º \| Derek Gee \| Israel-Premier Tech \| + 42 s \| \| \| 5.º \| Jai Hindley \| Red Bull-Bora-Hansgrohe \| + 53 s \| \| \| 6.º \| Thomas Pidcock \| Q36.5 Pro Cycling Team \| + 56 s \| \| \| 7.º \| Mikel Landa \| Soudal Quick-Step \| + 1 min 05 s \| \| \| 8.º \| David de la Cruz \| Q36.5 Pro Cycling Team \| + 1 min 32 s \| \| \| 9.º \| Pello Bilbao \| Bahrain Victorious \| + 1 min 32 s \| \| \| 10.º \| Mattia Cattaneo \| Soudal Quick-Step \| + 1 min 38 s \| \| \| 11.º \| Tobias Halland Johannessen \| Uno-X Mobility \| + 1 min 46 s \| \| \| 12.º \| Kévin Vauquelin \| Arkéa-B&B Hotels \| + 1 min 52 s \| \| \| 13.º \| Giulio Ciccone \| Lidl-Trek \| + 1 min 58 s \| \| \| 14.º \| Simon Yates \| Team Visma \\| Lease a Bike \| + 2 min 04 s \| \| \| 15.º \| Romain Grégoire \| Groupama-FDJ \| + 2 min 05 s \| \| |                            |                            |                  |
| |                            |                            |                  |
| Fuente: ProCyclingStats |                            |                            |                  |
| Clasificación general |                            |                            |                  |
| Ciclista | Ciclista                   | Equipo                     | Tiempo           |
| 1.º | Juan Ayuso                 | UAE Team Emirates XRG      | 28 h 41 min 24 s |
| 2.º | Filippo Ganna              | Ineos Grenadiers           | + 35 s           |
| 3.º | Antonio Tiberi             | Bahrain Victorious         | + 36 s           |
| 4.º | Derek Gee                  | Israel-Premier Tech        | + 42 s           |
| 5.º | Jai Hindley                | Red Bull-Bora-Hansgrohe    | + 53 s           |
| 6.º | Thomas Pidcock             | Q36.5 Pro Cycling Team     | + 56 s           |
| 7.º | Mikel Landa                | Soudal Quick-Step          | + 1 min 05 s     |
| 8.º | David de la Cruz           | Q36.5 Pro Cycling Team     | + 1 min 32 s     |
| 9.º | Pello Bilbao               | Bahrain Victorious         | + 1 min 32 s     |
| 10.º | Mattia Cattaneo            | Soudal Quick-Step          | + 1 min 38 s     |
| 11.º | Tobias Halland Johannessen | Uno-X Mobility             | + 1 min 46 s     |
| 12.º | Kévin Vauquelin            | Arkéa-B&B Hotels           | + 1 min 52 s     |
| 13.º | Giulio Ciccone             | Lidl-Trek                  | + 1 min 58 s     |
| 14.º | Simon Yates                | Team Visma \| Lease a Bike | + 2 min 04 s     |
| 15.º | Romain Grégoire            | Groupama-FDJ               | + 2 min 05 s     |

### Clasificación de los puntos
| Clasificación por puntos | Clasificación por puntos | Clasificación por puntos   | Clasificación por puntos | Clasificación por puntos |
| Ciclista                 | Ciclista                 | Equipo                     | Puntos                   |                          |
| ------------------------ | ------------------------ | -------------------------- | ------------------------ | ------------------------ |
| 1.º                      | Jonathan Milan           | Lidl-Trek                  | 41 pts                   |                          |
| 2.º                      | Thomas Pidcock           | Q36.5 Pro Cycling Team     | 28 pts                   |                          |
| 3.º                      | Olav Kooij               | Team Visma \| Lease a Bike | 27 pts                   |                          |
| 4.º                      | Juan Ayuso               | UAE Team Emirates XRG      | 24 pts                   |                          |
| 5.º                      | Filippo Ganna            | Ineos Grenadiers           | 22 pts                   |                          |
| 6.º                      | Andrea Vendrame          | Decathlon-AG2R La Mondiale | 22 pts                   |                          |
| 7.º                      | Mathieu van der Poel     | Alpecin-Deceuninck         | 18 pts                   |                          |
| 8.º                      | Rick Pluimers            | Tudor Pro Cycling Team     | 17 pts                   |                          |
| 9.º                      | Antonio Tiberi           | Bahrain Victorious         | 15 pts                   |                          |
| 10.º                     | Roger Adrià              | Red Bull-Bora-Hansgrohe    | 15 pts                   |                          |

### Clasificación de la montaña
| Clasificación de la montaña | Clasificación de la montaña | Clasificación de la montaña   | Clasificación de la montaña | Clasificación de la montaña |
| Ciclista                    | Ciclista                    | Equipo                        | Puntos                      |                             |
| --------------------------- | --------------------------- | ----------------------------- | --------------------------- | --------------------------- |
| 1.º                         | Manuele Tarozzi             | VF Group-Bardiani CSF-Faizanè | 32 pts                      |                             |
| 2.º                         | Juan Ayuso                  | UAE Team Emirates XRG         | 20 pts                      |                             |
| 3.º                         | Thomas Pidcock              | Q36.5 Pro Cycling Team        | 13 pts                      |                             |
| 4.º                         | Davide Bais                 | Team Polti VisitMalta         | 11 pts                      |                             |
| 5.º                         | Richard Carapaz             | EF Education-EasyPost         | 10 pts                      |                             |
| 6.º                         | Fredrik Dversnes            | Uno-X Mobility                | 8 pts                       |                             |
| 7.º                         | Derek Gee                   | Israel-Premier Tech           | 7 pts                       |                             |
| 8.º                         | Jai Hindley                 | Red Bull-Bora-Hansgrohe       | 7 pts                       |                             |
| 9.º                         | Ben Healy                   | EF Education-EasyPost         | 7 pts                       |                             |
| 10.º                        | Brandon Rivera              | Ineos Grenadiers              | 5 pts                       |                             |

### Clasificación de los jóvenes
| Clasificación del mejor joven | Clasificación del mejor joven | Clasificación del mejor joven | Clasificación del mejor joven | Clasificación del mejor joven |
| Ciclista                      | Ciclista                      | Equipo                        | Tiempo                        |                               |
| ----------------------------- | ----------------------------- | ----------------------------- | ----------------------------- | ----------------------------- |
| 1.º                           | Juan Ayuso                    | UAE Team Emirates XRG         | 28 h 41 min 24 s              |                               |
| 2.º                           | Antonio Tiberi                | Bahrain Victorious            | + 36 s                        |                               |
| 3.º                           | Kévin Vauquelin               | Arkéa-B&B Hotels              | + 1 min 52 s                  |                               |
| 4.º                           | Romain Grégoire               | Groupama-FDJ                  | + 2 min 05 s                  |                               |
| 5.º                           | Davide Piganzoli              | Team Polti VisitMalta         | + 2 min 11 s                  |                               |
| 6.º                           | Isaac Del Toro                | UAE Team Emirates XRG         | + 2 min 13 s                  |                               |
| 7.º                           | Alessandro Pinarello          | VF Group-Bardiani CSF-Faizanè | + 2 min 41 s                  |                               |
| 8.º                           | Ben Healy                     | EF Education-EasyPost         | + 2 min 54 s                  |                               |
| 9.º                           | Florian Kajamini              | XDS Astana Team               | + 3 min 26 s                  |                               |
| 10.º                          | Johannes Staune-Mittet        | Decathlon-AG2R La Mondiale    | + 5 min 25 s                  |                               |

### Clasificación por equipos
| Clasificación por equipos | Clasificación por equipos | Clasificación por equipos | Clasificación por equipos |
| Equipo                    | Equipo                    | Tiempo                    |                           |
| ------------------------- | ------------------------- | ------------------------- | ------------------------- |
| 1.º                       | UAE Team Emirates XRG     | 86 h 07 min 15 s          |                           |
| 2.º                       | Soudal Quick-Step         | + 4 min 23 s              |                           |
| 3.º                       | XDS Astana Team           | + 5 min 21 s              |                           |
| 4.º                       | EF Education-EasyPost     | + 6 min 20 s              |                           |
| 5.º                       | Bahrain-Victorious        | + 6 min 23 s              |                           |

## Evolución de las clasificaciones
| Etapa                   |                         | Ganador _        | Clasificación general | Puntos         | Montaña         | Jóvenes        | Equipo _              |
| ----------------------- | ----------------------- | ---------------- | --------------------- | -------------- | --------------- | -------------- | --------------------- |
| 1.ª etapa               | contrarreloj individual | Filippo Ganna    | Filippo Ganna         | Filippo Ganna  | no otorgado     | Juan Ayuso     | Ineos Grenadiers      |
| 2.ª etapa               | etapa llana             | Jonathan Milan   | Filippo Ganna         | Jonathan Milan | Davide Bais     | Jonathan Milan | Ineos Grenadiers      |
| 3.ª etapa               | etapa de montaña        | Andrea Vendrame  | Filippo Ganna         | Jonathan Milan | Manuele Tarozzi | Juan Ayuso     | UAE Team Emirates XRG |
| 4.ª etapa               | etapa de media montaña  | Olav Kooij       | Filippo Ganna         | Jonathan Milan | Manuele Tarozzi | Juan Ayuso     | UAE Team Emirates XRG |
| 5.ª etapa               | etapa de media montaña  | Fredrik Dversnes | Filippo Ganna         | Jonathan Milan | Manuele Tarozzi | Juan Ayuso     | UAE Team Emirates XRG |
| 6.ª etapa               | etapa de montaña        | Juan Ayuso       | Juan Ayuso            | Thomas Pidcock | Manuele Tarozzi | Juan Ayuso     | UAE Team Emirates XRG |
| 7.ª etapa               | etapa llana             | Jonathan Milan   | Juan Ayuso            | Jonathan Milan | Manuele Tarozzi | Juan Ayuso     | UAE Team Emirates XRG |
| Clasificaciones finales | Clasificaciones finales |                  | Juan Ayuso            | Jonathan Milan | Manuele Tarozzi | Juan Ayuso     | UAE Team Emirates XRG |

## Ciclistas participantes y posiciones finales
Convenciones:
- AB-N: Abandono en la etapa "N"
- FLT-N: Retiro por llegada fuera del límite de tiempo en la etapa "N"
- NTS-N: No tomó la salida para la etapa "N"
- DES-N: Descalificado o expulsado en la etapa "N"

## UCI World Ranking
La Tirreno-Adriático otorgó puntos para el UCI World Ranking para corredores de los equipos en las categorías UCI WorldTeam, UCI ProTeam y Continental. Las siguientes tablas son el baremo de puntuación y los diez corredores que obtuvieron más puntos:
| Posición              | 1.º | 2.º | 3.º | 4.º | 5.º | 6.º | 7.º | 8.º | 9.º | 10.º | 11.º | 12.º | 13.º | 14.º | 15.º | 16.º-20.º | 21.º-30.º | 31.º-50.º | 51.º-55.º | 56.º-60.º |
| Clasificación general | 500 | 400 | 325 | 275 | 225 | 175 | 150 | 125 | 100 | 85   | 70   | 60   | 50   | 40   | 35   | 30        | 20        | 10        | 5         | 3         |
| Por etapa             | 60  | 40  | 30  | 25  | 20  | 15  | 10  | 8   | 5   | 2    |      |      |      |      |      |           |           |           |           |           |
| Líder                 | 10  |     |     |     |     |     |     |     |     |      |      |      |      |      |      |           |           |           |           |           |

| Clasificación |                  |                         |         |       |       |       |
| Posición      | Ciclista         | Equipo                  | General | Etapa | Líder | Total |
| ------------- | ---------------- | ----------------------- | ------- | ----- | ----- | ----- |
| 1.º           | Juan Ayuso       | UAE Emirates XRG        | 500     | 100   | 10    | 610   |
| 2.º           | Filippo Ganna    | INEOS Grenadiers        | 400     | 72    | 50    | 522   |
| 3.º           | Antonio Tiberi   | Bahrain Victorious      | 325     | 45    | -     | 370   |
| 4.º           | Derek Gee        | Israel-Premier Tech     | 275     | 30    | -     | 305   |
| 5.º           | Thomas Pidcock   | Q36.5                   | 175     | 103   | -     | 278   |
| 6.º           | Jai Hindley      | Red Bull-BORA-hansgrohe | 225     | 30    | -     | 255   |
| 7.º           | Mikel Landa      | Soudal Quick-Step       | 150     | 25    | -     | 175   |
| 8.º           | Jonathan Milan   | Lidl-Trek               | -       | 140   | -     | 140   |
| 9.º           | David de la Cruz | Q36.5                   | 125     | -     | -     | 125   |
| 10.º          | Olav Kooij       | Visma \| Lease a Bike   | -       | 115   | -     | 115   |